# 小野弥夢
小野 弥夢（おの ひろむ、9月13日 - ）は、漫画家。猫水彩画家。広島県呉市出身。
大和和紀のアシスタントを経て、1977年に『ロックンロールペテン師』でデビュー。
以後、「少女フレンド」を中心に活躍し、現在は女性誌に発表の場を移している。
代表作に『Lady Love』『DIVA』『Pony Tail』など。
特に『DIVA』は、少女漫画では初めて、本格的にオペラの世界を扱った作品として知られる。
1984年、『Lady Love』で第8回講談社漫画賞を受賞。
現在は猫水彩画家として活動しており、都内のギャラリーで作品展に参加している。

## 作品リスト
- ショパンにささげるロックンロール
- 緋の風
- Lady Love
- Sweet 16
- 天使の賭け
- Charming
- ギャロップ
- ほっかポッカ牧歌
- 素敵なキッスしてあげる (別冊フレンド 1986年3月号)
- ロマンスを踊りたい (別冊フレンド 1986年5月号～6月号)
- DIVA (別冊フレンド 1988年3月号～)
- 宵の口から……♡ (mimi Excellent 1988年No.8、1989年No.10、12、1999年No.14)
- アフタヌーンティ  (mimi Carnival 1991年10月号)
- Pony Tail 女性騎士物語 (Monthly mimi 1992年3月号～)
- 草原に抱かれて眠りたい (Monthly mimi 1994年3月号)
- なごり雪 (mimi Carnival 1995年5月号)
- ハーブガーデン (mimi Carnival 1995年10月号)
- アダージオ (mimi Carnival 1996年3月号)
- 好きといえるまで (mimi Carnival 1996年12月号)
- ドアを開けたら暗闇が立っている (mimi Carnival 1997年3月号)